# پی‌سی-۱۲
PC-12 (به انگلیسی: Pilatus_PC-12) یک هواگرد از نوع مسافربری و باربری ساخت شرکت Pilatus Aircraft است. هواگرد PC-12 نخستین پروازش را در ۳۱ مه ۱۹۹۱ میلادی انجام داد. این هواگرد در سال ۱۹۹۴ میلادی رسماً معرفی گردید و در سال‌های 1991-present تولید شده‌است. در مجموع، تعداد ۱٬۵۰۰ فروند از این هواگرد ساخته شده‌است.